# Shmidtovsky (huyện)
Huyện Shmidtovsky (tiếng Nga: ? райо́н) là một huyện hành chính tự quản (raion), của Khu tự trị Chukotka, Nga. Huyện có diện tích 70759 kilômét vuông, dân số thời điểm ngày 1 tháng 1 năm 2000 là 4700 người. Trung tâm của huyện đóng ở Mys Shmidta.